# Prosechamyia
Prosechamyia – wymarły rodzaj owadów z rzędu muchówek, jedyny z rodziny Prosechamyidae.
Rodzaj i oba znane gatunki zostały opisane w 2007 roku przez Władimira Błagoderowa i Davida Grimaldiego. Opisów dokonano na podstawie dwóch skamieniałości pochodzących z późnego karniku (trias) i znalezionych na terenie stanu Wirginia w Ameryce Północnej. Takson ten umieszczono w monotypowej rodzinie Prosechamyidae w obrębie muchówek krótkoczułkich. Z podrzędem tym dzieli m.in. szypułkowatą komórkę analną, ale niektóre inne cechy nawiązują do muchówek długoczułkich. Ze względu na to oraz na budowę czułków autorzy sklasyfikowali go wśród bazalnych krótkoczułkich bez precyzowania infrarzędu czy nadrodziny.
Muchówki te miały 1,7–1,9 mm długości ciała i 1,7–1,8 mm długości skrzydła. Ich zaokrąglona głowa zaopatrzona była w duże oczy złożone i paciorkowate czułki o członach biczyka zwężonych ku wierzchołkom. W użyłkowaniu skrzydła zaznaczały się bardzo długie i połączone z komórką bazalną żyłki radialne R4 i R5, żyłka poprzeczna radialno-medialna dochodząca do żyłki radialnej R5, nierozwidlona żyłka medialna M3+4, brak poprzecznej żyłki intermedialnej i wskutek tego niezamknięta komórka dyskoidalna oraz stykające się ze sobą daleko przed krawędzią skrzydła i tym samym formujące zamkniętą komórkę żyłki kubitalne: przednia i tylna.
Dotychczas opisano 2 gatunki:
- Prosechamyia dimedia Blagoderov et Grimaldi, 2007 – jego użyłkowanie cechowała m.in. obecność dwóch żyłek medialnych oraz poprzeczna żyłka radialno-medialna poprzeczna i w połowie tak długa jak nasadowy odcinek żyłki M1+2[1].
- Prosechamyia trimedia Blagoderov et Grimaldi, 2007 – jego użyłkowanie cechowała m.in. obecność trzech żyłek medialnych oraz poprzeczna żyłka radialno-medialna ukośna i prawie tak długa jak nasadowy odcinek żyłki M1+2[1].